# Huitième circonscription de la préfecture de Fukuoka
La huitième circonscription de la préfecture de Fukuoka (福岡県第8区, Fukuoka-ken dai-hachi-ku) est l'une des onze circonscriptions législatives que compte la préfecture de Fukuoka au Japon.

## Description géographique
Entre 1994 et 2013, la huitième circonscription de la préfecture de Fukuoka regroupait les villes de Nōgata, Iizuka, Yamada (ja) et Nakama et les districts d'Onga, Kurate et Kaho.
Depuis 2013, elle réunit les villes de Nōgata, Iizuka, Nakama, Miyawaka et Kama et les districts d'Onga, Kurate et Kaho.

## Députés
| Législature | Début de mandat | Fin de mandat | Député élu | Parti politique | Parti politique |
| ----------- | --------------- | ------------- | ---------- | --------------- | --------------- |
| 41e         | 1996            | 2000          | Tarō Asō   |                 | PLD             |
| 42e         | 2000            | 2003          | Tarō Asō   |                 | PLD             |
| 43e         | 2003            | 2005          | Tarō Asō   |                 | PLD             |
| 44e         | 2005            | 2009          | Tarō Asō   |                 | PLD             |
| 45e         | 2009            | 2012          | Tarō Asō   |                 | PLD             |
| 46e         | 2012            | 2014          | Tarō Asō   |                 | PLD             |
| 47e         | 2014            | 2017          | Tarō Asō   |                 | PLD             |
| 48e         | 2017            | 2021          | Tarō Asō   |                 | PLD             |
| 49e         | 2021            | 2024          | Tarō Asō   |                 | PLD             |
| 50e         | 2024            | -             | Tarō Asō   |                 | PLD             |